# SN 2010cj
SN 2010cj – supernowa odkryta 12 kwietnia 2010 roku w galaktyce A084757+5108. W momencie odkrycia miała maksymalną jasność 17,90m.